# Кутузовка (Николаевская область)
Кутузовка (укр. Кутузівка) — село в Веселиновском районе Николаевской области Украины. Расположено на реке Тартакай.
Основано в 1870 году. Население по переписи 2001 года составляло 157 человек. Почтовый индекс — 57032. Телефонный код — 5163. Занимает площадь 0,554 км².

## Местный совет
57032, Николаевская обл., Веселиновский р-н, с. Зелёное